# هربار که بگوئیم خدانگهدار
هربار که بگوئیم خدانگهدار (به انگلیسی: Every Time We Say Goodbye) فیلمی محصول سال ۱۹۸۶ و به کارگردانی موشه میزراهی است. در این فیلم بازیگرانی همچون تام هنکس، کریستینا مارسیالش، بندیکت تیلور، آنات آتزمون، گیلا آلماگور و آلاون آبوتبول ایفای نقش کرده‌اند.